# Rosa Manus

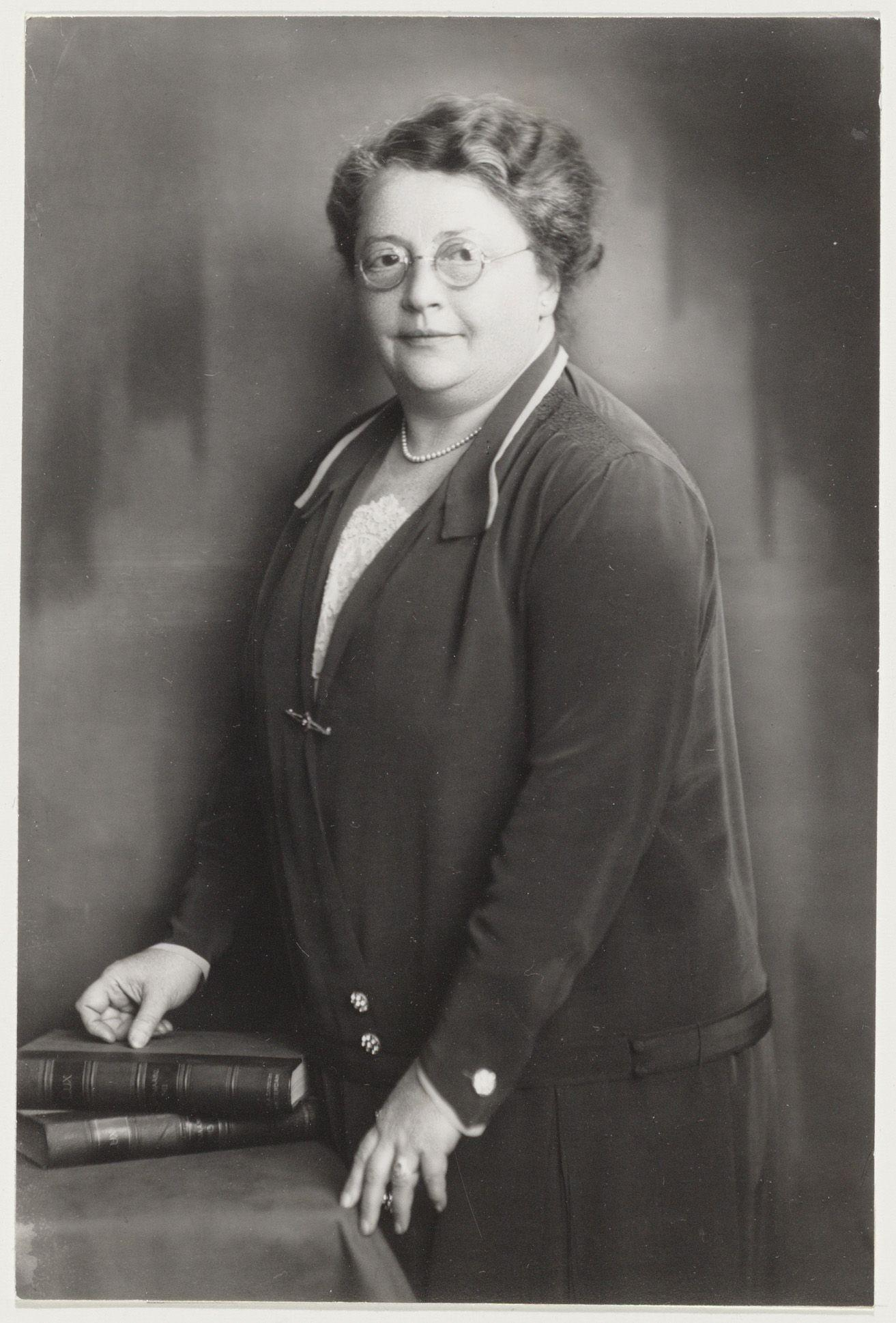
Rosa Manus.

Rosette Susanna (Rosa) Manus, född 20 augusti 1881 i Amsterdam, troligen död 1942 i Bernburg, var en nederländsk feminist och pacifist. 
Manus anslöt sig till rösträttsrörelsen i Amsterdam 1904. Efter att införandet av kvinnlig rösträtt i Nederländerna beslutats 1919 började hon att resa runt i Europa och Sydamerika för att propagera för kvinnors rättigheter. Hon blev vicepresident i International Federation for Women's Suffrage 1926. Hon organiserade fredskonferenser i Dresden och Berlin samt internationella kvinnokonferensen i Istanbul 1935. Efter att Nazityskland invaderat Nederländerna 1940 blev hon arresterad och sändes till Auschwitz. Det råder oklarhet om tid och plats för hennes död; enligt uppgift sändes hon vidare till Ravensbrück för att slutligen gasas till döds i Bernburg.